# Nersès IV Chnorhali
Pour les articles homonymes, voir Nersès.
Nersès IV Chnorhali ou Shnorhali (1102-1173) en arménien Ներսէս Դ Շնորհալի (« Nersès le Gracieux ») est un catholicos de l'Église apostolique arménienne de 1166 à 1173.
L'Église apostolique arménienne l'a canonisé. Elle le célèbre le deuxième samedi d'octobre en même temps que Grégoire de Narek et les saints Traducteurs. L'Église catholique romaine le considère également comme un saint mais ne lui attribue pas de fête particulière. Cependant, il peut être célébré le 13 août.
Nersès IV est un auteur important dans l'histoire de la littérature arménienne. Il est parfois appelé le "Homère arménien" et figure, avec Moïse de Khorène, Agathange et surtout Grégoire de Narek, comme l'un des plus importants auteurs arméniens médiévaux.
En plus de son œuvre littéraire, Nersès IV est connu pour ses tentatives d'union entre l'Eglise arménienne et l'Eglise orthodoxe, qui atteindront leur point culminant sous son catholicossat, et se poursuivront sous celui de son neveu, et successeur, Grégoire IV. Il est aussi l'auteur d'une profession de foi, envoyée à l'empereur byzantin Michel VIII, qui développe les points théologiques suivis par l'Eglise arménienne. Dans cette profession, Nersès condamne l'iconoclasme, le monophysisme, le monothélisme et d'autres écoles théologiques qu'il considère comme hérétiques.

## Biographie
Nersès Chnorhali est un membre de la famille princière des Pahlavouni (en). Surnommé le « grand lettré », il succède à son frère Grégoire III Pahlavouni dont il fut longtemps le coadjuteur, comme Catholicos d'Arménie, sous le nom de Nersès IV, et occupe ce siège de 1166 jusqu'à sa mort, en 1173.
Il convoque le concile de Hromgla pour signer l'union avec l'Église orthodoxe avant de mourir, mais celui-ci est mené par son successeur, Grégoire IV Tgha,.
Nersès Chnorhali est également écrivain arménien. Il a composé, entre autres, des hymnes, des prières, des poèmes, des cantiques. Parmi ses œuvres les plus connues, on peut citer l'Élégie, Lamentation sur la ville d'Édesse.
Archag Tchobanian écrivit dans son ode à la langue arménienne : « Des temps après, une nuit de clair de lune t'a fait, avec une incomparable douceur, fleurir de lumière. Tes eaux, en petits flots paisibles mollement bercés dans une bienheureuse extase, miroitant sous une mielleuse pluie de lueurs argentées, chantèrent un cantique d'amour et de bénédiction. C'était le cœur de Nersès le Gracieux qui rayonnait sur toi… »

## Écrits
Saint Nersès, ou le « Gracieux », a été catholicos de l'Église apostolique arménienne de 1166 à 1173.
Extrait ; selon saint Matthieu 5, 33-37
Ce qui est en plus vient du Mauvais

« Toi qui as donné comme outil de la parole la pensée et la langue, souffle éthéré, ouvre ma bouche par ton Esprit, remplis-la de la bénédiction spiritulle !

Éloigne de moi la parole qui divise, le blasphème irrémissible et la plainte avec la calomnie, le murmure avec la détraction, la tromperie envers le prochain et la trahison du perfide, le serment du parjure, le mensonge qui est le propre du Mauvais, l'excitation du querelleur, comme un chien auprès de la nourriture, les propos grossiers, les outrages réciproques, le facétie du bouffon effronté et son discours qui incite au vice, la bouche sans retenue du babillard et la parole vaniteuse du sot, la loquacité diabolique et la jactance du présomptueux, et en général tous les flots de paroles qui, une fois prononcées, sont regrettées.

Et accorde-moi le verbe, ô Toi, Verbe incarné, pour parler toujours avec ton verbe, pour le donner comme grâce à mon auditeur. »

— Jésus Fils unique de Dieu, 395-402, trad. I. Kéchichian, Paris, Cerf, Sources Chrétiennes 203, 1973, p. 117-119.